# Marasmiellus
Marasmiellus é um gênero de fungos da família Marasmiaceae. Tem uma distribuição generalizada e contém cerca de 250 espécies. O gênero foi descrito pelo micologista William Murrill em 1915.

## Espécies
- Marasmiellus afer
- Marasmiellus affixus
- Marasmiellus albiceps
- Marasmiellus albifolius
- Marasmiellus albobrunnescens
- Marasmiellus albofuscus
- Marasmiellus alliiodorus
- Marasmiellus alneus
- Marasmiellus alvaradoi
- Marasmiellus amazoniensis
- Marasmiellus ambiguus
- Marasmiellus amphicystis
- Marasmiellus amygdalosporus
- Marasmiellus anastomosus
- Marasmiellus androsaceiformis
- Marasmiellus angustispermus
- Marasmiellus anomalus
- Marasmiellus antarcticus
- Marasmiellus anthocephalus
- Marasmiellus aporposeptus
- Marasmiellus appalachianus
- Marasmiellus aquilus
- Marasmiellus atropapillatus
- Marasmiellus atrosetosus
- Marasmiellus atrostipitatus
- Marasmiellus aurantiorufescens
- Marasmiellus baeosporoides
- Marasmiellus baeosporus
- Marasmiellus bambusicola
- Marasmiellus bauhiniae
- Marasmiellus berkeleyi
- Marasmiellus bermudensis
- Marasmiellus bisporiger
- Marasmiellus bolivarianus
- Marasmiellus bonaerensis
- Marasmiellus bonii
- Marasmiellus brevisporus
- Marasmiellus brunneocarpus
- Marasmiellus brunneomarginatus
- Marasmiellus caatingensis
- Marasmiellus caesioater
- Marasmiellus caespitosus
- Marasmiellus calami
- Marasmiellus californicus
- Marasmiellus candidus
- Marasmiellus caracasensis
- Marasmiellus carneopallidus
- Marasmiellus castaneidiscus
- Marasmiellus catephes
- Marasmiellus celebanticus
- Marasmiellus chamaecyparidis
- Marasmiellus chilensis
- Marasmiellus cinchonensis
- Marasmiellus cinereus
- Marasmiellus clitocybe
- Marasmiellus clusilis
- Marasmiellus cnacopolius
- Marasmiellus cocophilus
- Marasmiellus cocosensis
- Marasmiellus coilobasis
- Marasmiellus colocasiae
- Marasmiellus columbianus
- Marasmiellus confertifolius
- Marasmiellus contrarius
- Marasmiellus corsicus
- Marasmiellus corticigenus
- Marasmiellus corticum
- Marasmiellus corynophloeus
- Marasmiellus couleu
- Marasmiellus crassitunicatus
- Marasmiellus crinipelloides
- Marasmiellus cubensis
- Marasmiellus cupreovirens
- Marasmiellus curtipes
- Marasmiellus cystidiosus
- Marasmiellus daguae
- Marasmiellus dealbatus
- Marasmiellus defibulatus
- Marasmiellus delicius
- Marasmiellus delilei
- Marasmiellus dendroegrus
- Marasmiellus devenulatus
- Marasmiellus distantifolius
- Marasmiellus dryogeton
- Marasmiellus dunensis
- Marasmiellus earlei
- Marasmiellus eburneus
- Marasmiellus echinocephalus
- Marasmiellus elongatisporus
- Marasmiellus enodis
- Marasmiellus epibryus
- Marasmiellus epitrichialis
- Marasmiellus epochnous
- Marasmiellus eugeniae
- Marasmiellus filocystis
- Marasmiellus filopes
- Marasmiellus flaccidus
- Marasmiellus flosculus
- Marasmiellus foliicola
- Marasmiellus foliorum
- Marasmiellus fusicystis
- Marasmiellus gigantosporus
- Marasmiellus gilvus
- Marasmiellus gomez-pompae
- Marasmiellus goossensiae
- Marasmiellus gossypinulus
- Marasmiellus graminis
- Marasmiellus gregarius
- Marasmiellus guadelupensis
- Marasmiellus guatopoensis
- Marasmiellus guzmanii
- Marasmiellus hapuuarum
- Marasmiellus helminthocystis
- Marasmiellus hirtellus
- Marasmiellus hondurensis
- Marasmiellus humillimus
- Marasmiellus hypolissus
- Marasmiellus idroboi
- Marasmiellus ignobilis
- Marasmiellus iguazuensis
- Marasmiellus illinorum
- Marasmiellus incarnatipallens
- Marasmiellus inconspicuus
- Marasmiellus incrustatus
- Marasmiellus inoderma
- Marasmiellus inodermatoides
- Marasmiellus juniperinus
- Marasmiellus junquitoensis
- Marasmiellus keralensis
- Marasmiellus kindyerracola
- Marasmiellus koreanus
- Marasmiellus laschiopsis
- Marasmiellus lassei
- Marasmiellus lateralis
- Marasmiellus latispermus
- Marasmiellus laurifoliae
- Marasmiellus lecythidacearum
- Marasmiellus leiophyllus
- Marasmiellus leptophyllus
- Marasmiellus leucophyllus
- Marasmiellus luteus
- Marasmiellus lysochlorus
- Marasmiellus maas-geesterani
- Marasmiellus mariluanensis
- Marasmiellus maritimus
- Marasmiellus martynii
- Marasmiellus merulius
- Marasmiellus mesosporus
- Marasmiellus microscopicus
- Marasmiellus milicae
- Marasmiellus minutalis
- Marasmiellus minutus
- Marasmiellus misionensis
- Marasmiellus musacearum
- Marasmiellus nanus
- Marasmiellus napoensis
- Marasmiellus nivosus
- Marasmiellus nodosus
- Marasmiellus nothofagineus
- Marasmiellus nubigenus
- Marasmiellus oblongisporus
- Marasmiellus oligocinsulae
- Marasmiellus omphaloides
- Marasmiellus omphalophorus
- Marasmiellus orinocensis
- Marasmiellus osmophorus
- Marasmiellus osornensis
- Marasmiellus pachycraspedum
- Marasmiellus pacificus
- Marasmiellus paludosus
- Marasmiellus panamensis
- Marasmiellus pandoensis
- Marasmiellus pantholocystis
- Marasmiellus papillatomarginatus
- Marasmiellus papillatus
- Marasmiellus papillifer
- Marasmiellus paraensis
- Marasmiellus paralacteus
- Marasmiellus parlatorei
- Marasmiellus paspali
- Marasmiellus patouillardii
- Marasmiellus peckii
- Marasmiellus perangustispermnus
- Marasmiellus pernambucensis
- Marasmiellus petchii
- Marasmiellus petiolicola
- Marasmiellus petiolorum
- Marasmiellus peullensis
- Marasmiellus phaeomarasmioides
- Marasmiellus phaeophyllus
- Marasmiellus picipes
- Marasmiellus pilosus
- Marasmiellus platyhyphes
- Marasmiellus pluvius
- Marasmiellus polyphyllus
- Marasmiellus potamogeton
- Marasmiellus potassiovirens
- Marasmiellus praeacutus
- Marasmiellus primulae
- Marasmiellus primulinus
- Marasmiellus pruinosulus
- Marasmiellus pseudogracilis
- Marasmiellus pseudoparaphysatus
- Marasmiellus pseudoramealis
- Marasmiellus pulchellus
- Marasmiellus pusillimus
- Marasmiellus pygmaeus
- Marasmiellus quercinus
- Marasmiellus radiatim-plicatus
- Marasmiellus ramealis
- Marasmiellus ramorum
- Marasmiellus rawakensis
- Marasmiellus rhizomorphogenus
- Marasmiellus rhodophyllus
- Marasmiellus riberaltensis
- Marasmiellus rosascentifolius
- Marasmiellus roseipallens
- Marasmiellus roseotinctus
- Marasmiellus rubellus
- Marasmiellus rugulosus
- Marasmiellus saccharophilus
- Marasmiellus salmonicolor
- Marasmiellus sanctae-marthae
- Marasmiellus scandens
- Marasmiellus schiffneri
- Marasmiellus segregabilis
- Marasmiellus senescens
- Marasmiellus sinensis
- Marasmiellus sotae
- Marasmiellus sphaerosporus
- Marasmiellus sprucei
- Marasmiellus stenocystis
- Marasmiellus stenophylloides
- Marasmiellus stenosporus
- Marasmiellus stratosus
- Marasmiellus stypinoides
- Marasmiellus stypinus
- Marasmiellus subaurantiacus
- Marasmiellus subcoracinus
- Marasmiellus subdealbatus
- Marasmiellus subepiphyllus
- Marasmiellus subfumosus
- Marasmiellus subgraminis
- Marasmiellus subhirtellus
- Marasmiellus subingratus
- Marasmiellus subinodermatoides
- Marasmiellus subnigricans
- Marasmiellus subochraceus
- Marasmiellus subolivaceomelleus
- Marasmiellus subpumilus
- Marasmiellus subramealis
- Marasmiellus synodicus
- Marasmiellus tener
- Marasmiellus tenerrimus
- Marasmiellus tetrachrous
- Marasmiellus thaxteri
- Marasmiellus trabutii
- Marasmiellus trichodermialis
- Marasmiellus tricolor
- Marasmiellus tropicalis
- Marasmiellus troyanus
- Marasmiellus ugandensis
- Marasmiellus umbilicatus
- Marasmiellus umbonifer
- Marasmiellus usambarensis
- Marasmiellus vaillantii
- Marasmiellus varzeae
- Marasmiellus vernalis
- Marasmiellus vinosus
- Marasmiellus violaceogriseus
- Marasmiellus violae
- Marasmiellus virgatocutis
- Marasmiellus viridifuscus
- Marasmiellus volvatus
- Marasmiellus xerophyticus
- Marasmiellus yalae